# Anthicomorphus cruralis
Anthicomorphus cruralis es una especie de coleóptero de la familia Anthicidae.

## Distribución geográfica
Habita en Japón.